# Dabo
Dabo é uma comuna francesa na região administrativa de Grande Leste, no departamento de Mosela. Estende-se por uma área de 48,12 km². Em 2010 a comuna tinha 2 524 habitantes (densidade: 52,5 hab./km²).